# 马德里加尔-德拉贝拉
马德里加尔-德拉贝拉（西班牙語：Madrigal de la Vera）是西班牙埃斯特雷马杜拉卡塞雷斯省的一个市镇。总面积42平方公里，总人口1755人（2001年），人口密度42人/平方公里。